# عمر نورمحمدوف
عمر نورمحمدوف (انگلیسی: Umar Nurmagomedov؛ زادهٔ ۳ ژانویهٔ ۱۹۹۶) یا عمر نورماگومدوف ورزشکار هنرهای رزمی ترکیبی اهل روسیه است. وی از سال ۲۰۱۶ میلادی تاکنون مشغول فعالیت بوده است.
نورمحمدوف یک رزمی‌کار حرفه‌ای روسی در رشته رزمی ترکیبی است. او در حال حاضر در دسته خروس‌وزن سازمان یواف‌سی رقابت می‌کند. نورماگومدوف پیش از این در مسابقات قهرمانی مبارزه عقاب (سازمان ئی‌اف‌سی) و لیگ مبارزان حرفه‌ای (سازمان پی‌اف‌ال) نیز شرکت داشته است. او برادر بزرگتر عثمان نورمحمدوف، قهرمان بلاتور و پسرعموی حبیب نورمحمدوف، قهرمان سابق سبک‌وزن بدون شکست یواف‌سی است. در تاریخ ۲۹ ژوئیه ۲۰۲۵، او در رتبه‌بندی خروس وزن یواف‌سی در رتبه دوم قرار دارد.